# おきぎん証券
おきぎん証券株式会社は、沖縄県那覇市に本社を置く日本の証券会社。おきなわフィナンシャルグループの完全子会社。

## 本支店
- 本店(那覇市久米)
- 中部事務所
- 北部事務所
- 南部事務所

## 幹事業務
沖縄県内上場企業3社の幹事を務める。
- 沖縄銀行
- 沖縄セルラー電話
- サンエー

## 沿革
- 1960年6月 - 沖縄証券株式会社設立[1]。
- 1961年10月 - 大宝証券株式会社設立。
- 1972年
  - 4月 - 琉球証券株式会社を合併。
  - 5月 - 日本証券業協会に加入。
- 1998年12月 - 証券業の登録制にともない登録。
- 2002年10月 - 沖縄証券、日本アジアホールディングズ傘下へ。
- 2003年
  - 6月 - 大宝証券、日本アジアホールディングズ傘下へ。
  - 8月 - 沖縄証券、大宝証券の持株会社、琉球ホールディングズ 設立。
  - 10月 - 沖縄証券、大宝証券統合により社名を「おきなわ証券」へ。
- 2016年2月26日 - レセプト債の販売元のファンドと運営会社が破綻した問題で金融庁から業務改善命令を受ける[2]。
- 2017年
  - 3月31日 - 藍澤證券の子会社の日本アジア証券がおきなわ証券の全株式を沖縄銀行に譲渡。同行の完全子会社となる[3][4]。
  - 7月1日 - 社名を「おきぎん証券」へ変更[5][6]。
- 2021年10月1日 - おきなわフィナンシャルグループの完全子会社となる[7]